# Стайн, Джозеф
Джозеф Стайн (англ. Joseph Stein; 30 мая 1912, Нью-Йорк — 24 октября 2010, Манхэттен, Нью-Йорк) — американский драматург и сценарист. Автор либретто к бродвейскому мюзиклу «Скрипач на крыше».

## Биография
Родился в еврейской семье, вырос в Бронксе. Родители — Чарльз Стайн и Эмма Стайн (Розенблюм) — выходцы из Польши. Окончил Нью-Йоркский городской колледж, магистр (Колумбийский университет, 1937). Начинал с работы в психиатрической клинике, совмещая её с написанием пьес. Позже приступил к написанию материала для радио, а также начал работать на телевидении с Сидом Цезаром, в команде автором для программы Your Show of Shows с Мелом Бруксом, Карлом Рейнером и другими.
Джозеф Стайн дебютировал на бродвейской сцене с юмористическими номерами, написанными с Уиллом Гликманом в конце 1940-х годов.
Наибольший успех выпал на долю либретто для мюзикла «Скрипач на крыше» (1964). Стайн также стал автором сценария к одноимённому фильму, получившему три премии «Оскар» и «Золотой глобус».
Член совета Гильдии драматургов с 1975 года. Был женат на психотерапевте Эльзе Стайн, сыновья — Даниэль, Гэрри и Джош, сын от первой жены Сэды Зингер-Стайн.

## Сочинения
- Mrs. Gibbons' Boys (пьеса, комедия)
- Alive and Kicking (музыкальная постановка, 1950)
- Plain and Fancy (музыкальная комедия, 1955)
- Мистер Чудо/Mr. Wonderful (музыкальная комедия, 1956)
- Take Me Along (музыкальная комедия, 1959)

## Премии и награды
- 1965 — Премия «Тони» — за лучшее музыкальное произведение — Скрипач на крыше
- 1965 — Премия «Тони» — как лучшему автору музыкального произведения — Скрипач на крыше
- 1965 — Премия New York Drama Critics Circle — за лучшее музыкальное произведения — Скрипач на крыше
- 1965 — Премия Newspaper Guild of New York Page One — Скрипач на крыше